# 龍谷大学交響楽団
龍谷大学交響楽団（りゅうこくだいがくこうきょうがくだん、英語: Ryukoku university Symphony Orchestra Kyoto）は、日本にあるアマチュア・オーケストラの一つ。正式名称は龍谷大学学友会学術文化局交響楽団。通称「RSO」「龍大オケ」

## 概要
龍谷大学の公認サークル。そのため、正式名称は「龍谷大学学友会学術文化局交響楽団」となるが、龍谷大学交響楽団として知られている。
1993年発足、活動理念として「音楽活動の純粋愛好。又、その活動において、調和と協調をもってこの人格形成に寄与し、学内外を問わず、広く社会の芸術活動のために貢献すること」を掲げている。
1994年に第1回定期演奏会を開催。現在は夏季にサマーコンサート、冬季に定期演奏会を開催している。また、大学行事にあわせ、龍谷大学内でも演奏会や依頼演奏を精力的に開催している。
日々の練習は龍谷大学深草キャンパスにて行っている。

## 沿革
1993年：発足
1994年：第1回定期演奏会を開催
2013年：第20回記念定期演奏会を開催。客演指揮者に井村誠貴、ヴァイオリンソリストに杉江洋子を招聘した。

## コンサート

### 学外演奏会
夏季のサマーコンサート、冬季の定期演奏会の計2回。
主に京都府長岡京市の長岡京記念文化会館を会場に開催。
客演指揮者を招聘している。

### 学内演奏会
龍谷大学の行事にあわせて行われることが多い。
4月：新入生歓迎演奏会
5月：龍谷大学創立記念降誕会スプリングコンサート
11月：龍谷大学学術文化祭オータムコンサート

## 過去の客演指揮者
- 森 和幸
- 高谷 光信
- 永峰 大輔
- 新田 ユリ
- 井村 誠貴
- 新通 英洋
- 藏野 雅彦
- 三河 正典
- 脇坂 英夫
- 今西 正和